# Filomena Morlando
Filomena Morlando (Giugliano in Campania, 1955 – Giugliano in Campania, 17 dicembre 1980) è stata un'insegnante italiana vittima della camorra.

## Biografia
Giovane insegnante venticinquenne, fu assassinata la sera del 17 dicembre 1980 a pochi passi dalla sua abitazione, mentre rincasava; tra le poche centinaia di metri che la separavano da via Monte Sion, la giovane donna si trovò coinvolta in una sparatoria tra appartenenti a bande rivali della camorra locale. L'obiettivo dei sicari della NCO, Francesco Bidognetti, più tardi sarebbe diventato uno dei capi del clan dei Casalesi. 
Il boss Bidognetti la utilizzò come scudo umano, per questo la giovane fu colpita alla testa da un proiettile che ne causò il decesso pressoché immediato.

## Memoria
Mena Morlando è ricordata ogni anno il 21 marzo nella Giornata della Memoria e dell'Impegno di Libera, la rete di associazioni contro le mafie, che in questa data legge il lungo elenco dei nomi delle vittime di mafia e fenomeni mafiosi.
Nel 2010 a Giugliano alla giovane è stata intitolata una strada
ed il 17 dicembre 2011, nello stesso paese, le è stata dedicata una lapide commemorativa in via Monte Sion, luogo del decesso, con l'iscrizione: